# Frijid Pink (album)
Frijid Pink je debutové a eponymní studiové album skupiny Frijid Pink, poprvé vydané v lednu roku 1970. Na reedici v roce 1991 se objevily dvě bonusové skladby "Heartbreak Hotel" a "Music For The People".

## Seznam skladeb
| Pořadí | Název                             | Autor                                         | Délka |
| ------ | --------------------------------- | --------------------------------------------- | ----- |
| 1.     | God Gave Me You                   | Gary Ray Thompson, Tom Beaudry                | 3:35  |
| 2.     | Crying Shame                      | Michael Valvano                               | 3:11  |
| 3.     | I'm On My Way                     | Thompson, Beaudry                             | 4:34  |
| 4.     | Drivin' Blues                     | Thompson, Beaudry                             | 3:14  |
| 5.     | Tell Me Why                       | Thompson, Beaudry                             | 2:50  |
| 6.     | End Of The Line                   | Thompson, Beaudry                             | 4:07  |
| 7.     | House of the Rising Sun           | Traditional, arr. Frijid Pink                 | 4:44  |
| 8.     | I Want To Be Your Lover           | Thompson, Beaudry, Valvano                    | 7:30  |
| 9.     | Boozin' Blues                     | Thompson, Beaudry                             | 6:01  |
| 10.    | Heartbreak Hotel (bonus 1991)     | Mae Boren Axton, Thomas Durden, Elvis Presley | 2:49  |
| 11.    | Music for the People (bonus 1991) | Thompson, Beaudry                             | 2:54  |

## Sestava
- Kelly Green - zpěv
- Gary Ray Thompson - kytara
- Tom Harris - baskytara
- Richard Stevers - bicí

Host
- Larry Zelanka - klávesy